# Think Different

Apple Logo Think different

Think different („Denke das Andere“) war der Slogan einer Werbekampagne von Apple aus dem Jahr 1997, die von Peter Economides in der Niederlassung der Werbeagentur TBWA in Los Angeles erstellt wurde. Zur Kampagne gehörten ein bekannt gewordener Werbespot, verschiedene Veröffentlichungen in Printmedien und in der Fernsehwerbung. Die Kampagne lief bis 2002.

## Think different
Der zentrale Text der Kampagne lautete:
| Englische Version | Deutsche Version |
| --- | --- |
| Here’s to the crazy ones. The misfits. The rebels. The troublemakers. The round pegs in the square holes. The ones who see things differently. They’re not fond of rules. And they have no respect for the status quo. You can quote them, disagree with them, glorify or vilify them. But the only thing you can’t do is ignore them. Because they change things. They push the human race forward. And while some may see them as the crazy ones, We see genius. Because the people who are crazy enough to think they can change the world, Are the ones who do. | An alle, die anders denken: Die Rebellen, die Idealisten, die Visionäre, die Querdenker, die, die sich in kein Schema pressen lassen, die, die Dinge anders sehen. Sie beugen sich keinen Regeln, und sie haben keinen Respekt vor dem Status Quo. Wir können sie zitieren, ihnen widersprechen, sie bewundern oder ablehnen. Das einzige, was wir nicht können, ist sie zu ignorieren, weil sie Dinge verändern, weil sie die Menschheit weiterbringen. Und während einige sie für verrückt halten, sehen wir in ihnen Genies. Denn die, die verrückt genug sind zu denken, sie könnten die Welt verändern, sind die, die es tun. |

## Hintergrund
Der Wettbewerber IBM bewarb seine Personal Computer mit dem Slogan „Think!“, welcher ursprünglich vom ehemaligen IBM-Vorstandsvorsitzenden Thomas J. Watson um 1910 während seiner Tätigkeit bei der National Cash Register Company (NCR) geprägt wurde.
Die Aussage „Think different“ wird von vielen, auch Muttersprachlern, als grammatikalisch inkorrekt angesehen – als Imperativ mit Adverb müsste es „think differently“ heißen. Gemeint ist hier jedoch „Think different“ in ähnlicher Weise wie „Think victory“ oder „Think profit“, bei denen ein Substantiv folgt, wie Steve Jobs in seiner Biografie betont. In das Deutsche übersetzt bedeutet es somit „Denke das Andere“ und nicht, wie vermutet, „denke anders“. Für Steve Jobs war der Unterschied bedeutsam – die Kampagne knüpft hier an das Motiv der Gegenkultur aus Apples Gründerzeit an.

## Entstehung der Werbekampagne
TBWA hatte für Apple schon den bekannten Werbespot „1984“ erstellt, mit welchem der Macintosh eingeführt wurde. Nach dem einstweiligen Abgang von Steve Jobs 1985 bis zu seiner Rückkehr im Dezember 1996 hatte TBWA keine Aufträge von Apple erhalten.
Am 3. August 1997 stellte TBWA den Entwurf der Think-Different-Kampagne Jobs vor, in welcher ursprünglich Mitarbeiter von Dreamworks gezeigt werden sollten, wie sie an ihren Macs arbeiten. Jobs schlug vor, statt der Mitarbeiter Schwarzweiß-Porträts von bekannten Persönlichkeiten zu verwenden. Jobs kümmerte sich persönlich darum, dass Persönlichkeiten wie Joan Baez, eine Ex-Freundin von Jobs, oder Yoko Ono, eine ehemalige Nachbarin von Jobs, in die Verwendung ihrer Porträts bei dieser Werbekampagne einwilligten und dass Richard Dreyfuss den Text sprach. Jobs schlug auch vor, dass das beworbene Produkt in der gesamten Werbekampagne nicht erscheinen solle.
Im Rahmen der Kampagne wurden Fernseh-Werbespots, Plakate und Veröffentlichungen in Printmedien produziert, welche unter anderem die folgenden Personen zeigten: Albert Einstein, Buzz Aldrin, Bob Dylan, Martin Luther King, Jr., Richard Branson, Miles Davis, John Lennon, Richard Buckminster Fuller, Thomas Edison, Muhammad Ali, Ted Turner, Maria Callas, Mahatma Gandhi, Amelia Earhart, Alfred Hitchcock, Martha Graham, Jim Henson (mit Kermit), Jerry Seinfeld (in einer gekürzten Fassung zum Finale der Serie Seinfeld), Frank Lloyd Wright und Pablo Picasso.

## Spätere Verwendung
Der Slogan „Think different“ wurde auch nach dem Abschluss der Werbekampagne von Apple immer wieder verwendet.

### Ehrungen auf „apple.com“
Apple ehrte Persönlichkeiten, welche ursprünglich nicht Bestandteil der Kampagne waren, im Internet auf ihrer Startseite im Stil von „Think Different“. Im Einzelnen waren dies:
- Jimmy Carter, als er 2002 den Friedensnobelpreis bekam,
- die Bürgerrechtlerin Rosa Parks, als diese 2005 starb,
- Al Gore, als dieser 2007 den Friedensnobelpreis bekam,
- Steve Jobs, als dieser 2011 starb.
- Nelson Mandela, als dieser im Dezember 2013 verstarb.
- Robin Williams, als dieser im August 2014 starb.
- Bill Campbell, als dieser im April 2016 verstarb.
- Muhammad Ali, als dieser im Juni 2016 starb.

### Sonstiges
- Die englische Fassung des Textes der Kampagne ist im hochauflösenden Programmsymbol von TextEdit ab Mac OS X Leopard bis OS X Mavericks erkennbar. Der einzige Unterschied besteht darin, dass hier der Text als Brief von einem John Appleseed an eine nicht näher definierte Kate formuliert wurde.
- 2009 druckte Apple den Slogan auf die Verpackungen der neuen 21,5″ und 27″ iMacs und verlängerte das Copyright auf die Wortmarke „Think different“. Zuvor hatte Apple an diese Stelle unter der Liste der technischen Daten die URL ihrer Website gedruckt.
- Später tauchten im Internet immer wieder Bilder auf, die die Werbung mit schwarzen Humor umkehren, etwa Bilder von Adolf Hitler mit einem Apple-Logo und dem Slogan „Think different“.[3]
- In der Episode 7 der 20 Staffel (Bin runterladen) der Simpsons verschuldet sich Lisa Simpson, nachdem sie einen MyPod als Geschenk erhalten hat. Deswegen muss sie für Mapple arbeiten und steht als MyPod verkleidet auf der Straße und verteilt Flugblätter, während sie laufend:"Think differently" sagt.[4][5]